# Hotel Polesië
Hotel Polesië (Oekraïens: Готе́ль Полісся) is een van de hoogste gebouwen in de verlaten stad Pripjat. Het werd midden jaren 70 gebouwd om delegaties en gasten te ontvangen voor de kerncentrale Tsjernobyl. Vlak na de kernramp van Tsjernobyl werd het hotel, net als de rest van de stad, verlaten. Het hotel werd in meerdere films en computerspellen als decor gebruikt.

## Hedendaagse media

### Computerspellen
- Call of Duty 4: Modern Warfare (missies "All Ghillied Up" en "One shot, one kill")
- S.T.A.L.K.E.R.: Shadow of Chernobyl

### Film & Televisie
- Chernobyl Diaries